# Submarining
Submarining (engl. „untertauchen“) bedeutet, dass der Körper bei einem Frontalunfall mit einem Kraftfahrzeug unter dem Beckengurt hindurchrutscht. Dadurch können schwere bis tödliche Verletzungen an Bauch, Brust oder Hals entstehen.
Das Problem trat in den 1960er Jahren bei Einführung der Sicherheitsgurte in Formel-Rennwagen auf, bedingt durch die weit zurückgelehnte Sitzhaltung in einer flachen Sitzschale, teils aus blankem Blech ohne Polster oder rutschhemmendem Bezug. Jochen Rindt starb 1970 an Brust- und Halsverletzungen, nachdem er unter nicht vollständig angelegten Gurten durchrutschte. Üblich sind seither zwei Beingurte an der Innenseite der Oberschenkel, die zusammen mit den Hüftgurten dafür sorgen, dass das Becken fixiert bleibt. Zusammen mit den Schultergurten und einem Zentralverschluss wird so ein 6-Punkt-Gurtsystem gebildet. Zudem ist die Sitzfläche eines Rennschalensitzes typischerweise an der Hüfte am tiefsten, und an den Knien deutlich höher, so dass eine schräge Rampe gebildet wird.
In einem PKW besteht das Risiko, dass der Passagier tief in das Sitzkissen eintaucht, insbesondere wenn der Gurtstraffer in Aktion tritt. Einige Pkw-Hersteller, wie zum Beispiel BMW, Mercedes-Benz, Saab, Volvo oder Volkswagen, integrieren in die Vordersitze sogenannte Anti-Submarining-Rampen. Diese verhindern, dass der Körper unter dem Hüftgurt durchtaucht.
Auch Renault integriert seit 2006 ein aktives Anti-Submarining-Element. Dies bläst sich im Fall eines Aufpralls auf und verhindert, dass der Körper unter dem Hüftgurt durchtaucht.

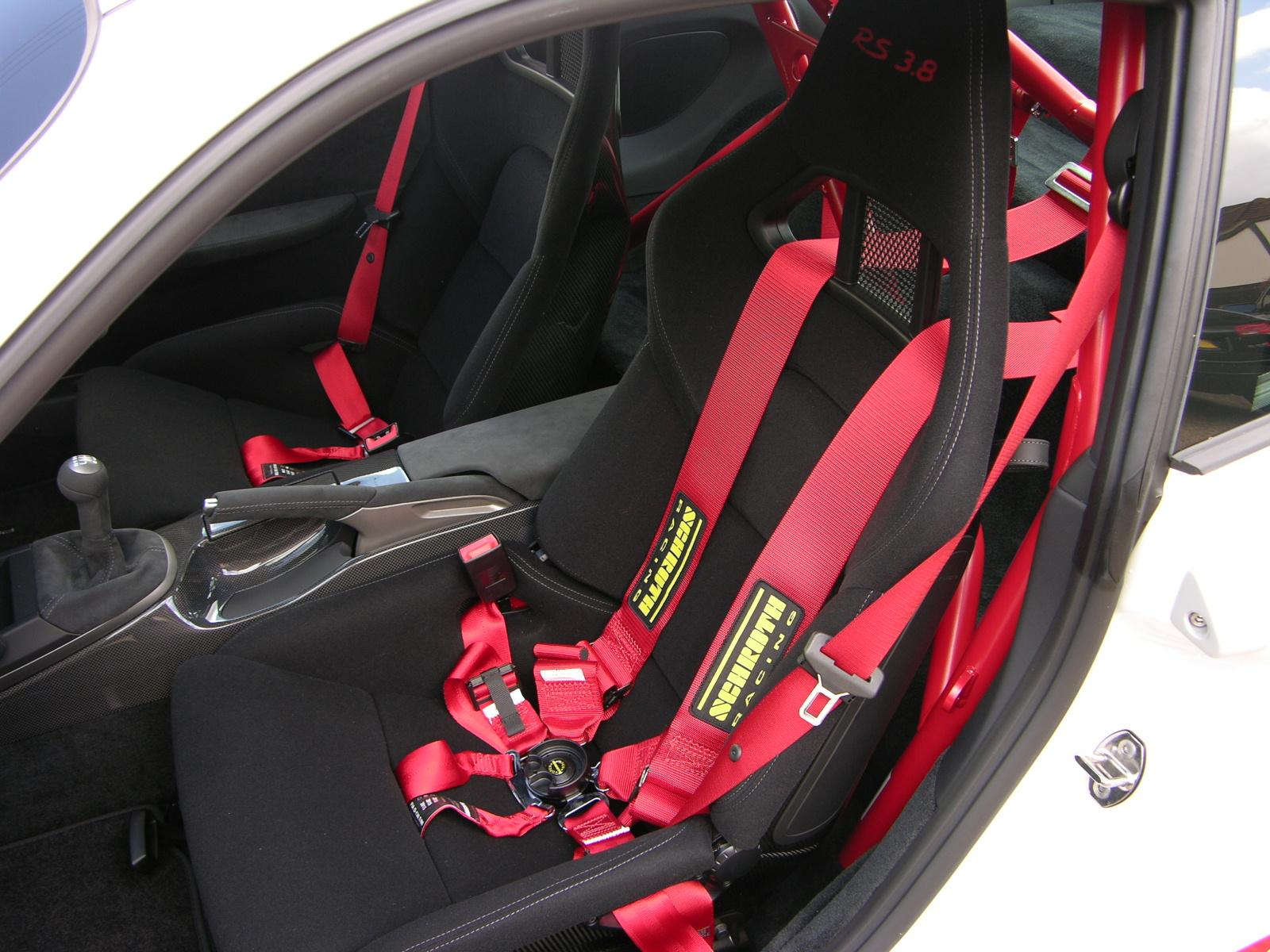
Schalensitz mit 6-Punktgurt in einem Porsche 911